# Norm Armstrong
Norm Gerrard „Red“ Armstrong (* 17. Oktober 1938 in Owen Sound, Ontario; † 23. Juli 1974 in Sault Ste. Marie, Ontario) war ein kanadischer Eishockeyspieler, der von 1960 bis 1973 unter anderem für die Toronto Maple Leafs in der National Hockey League gespielt hat.

## Karriere
Norm Armstrong begann seine Karriere als Eishockeyspieler in der kanadischen Juniorenliga Ontario Hockey Association, in der er von 1958 bis 1960 für die Sarnia Legionnaires und die Wallaceburg Hornets aktiv war. Anschließend spielte Armstrong zwei Jahre lang in der Eastern Hockey League für die Charlotte Checkers und die Philadelphia Ramblers, ehe er von den Toronto Maple Leafs verpflichtet wurde, für die er in der Saison 1962/63 zwei Scorerpunkte, darunter ein Tor, in sieben Spielen erzielte, und mit denen er in dieser Spielzeit den Stanley Cup gewann. Da er nicht genügend Spiele absolviert hatte, wurde sein Name jedoch nicht auf dem Pokal eingraviert. Von 1962 bis 1971 stand Armstrong für Torontos Farmteam, die Rochester Americans aus der American Hockey League, auf dem Eis, mit denen er 1965, 1966 und 1968 jeweils den Calder Cup gewann. Im Februar 1971 gab Toronto, das immer noch die Transferrechte am Kanadier besaß, Armstrong an die Springfield Kings ab, mit denen er anschließend zum vierten und letzten Mal den Calder Cup gewann. Nachdem Armstrong in der Saison 1971/72 für die Baltimore Clippers aufgelaufen war, beendete er 1973 seine Karriere bei seinem Ex-Klub Rochester Americans. 
Norm Armstrong starb am 25. Juli 1974 im Alter von 35 Jahren bei einem Arbeitsunfall. Daraufhin sperrte sein langjähriger Club, die Rochester Americans, seine Nummer 6. Zudem wurde er 1986 in die Rochester Americans Hall of Fame aufgenommen.

## Erfolge und Auszeichnungen
- 1965 Calder-Cup-Gewinn mit den Rochester Americans
- 1966 Calder-Cup-Gewinn mit den Rochester Americans
- 1968 Calder-Cup-Gewinn mit den Rochester Americans
- 1971 Calder-Cup-Gewinn mit den Springfield Kings